# 生長の家
生長の家（せいちょうのいえ）は、1930年（昭和5年）に谷口雅春が創設した新宗教。
その信仰は、神道・仏教・キリスト教・イスラム教・ユダヤ教等の教えに加え、心理学・哲学などを融合させている。正しい宗教の真理は一つと捉えている。宗教法人格を持つ。

## 概説

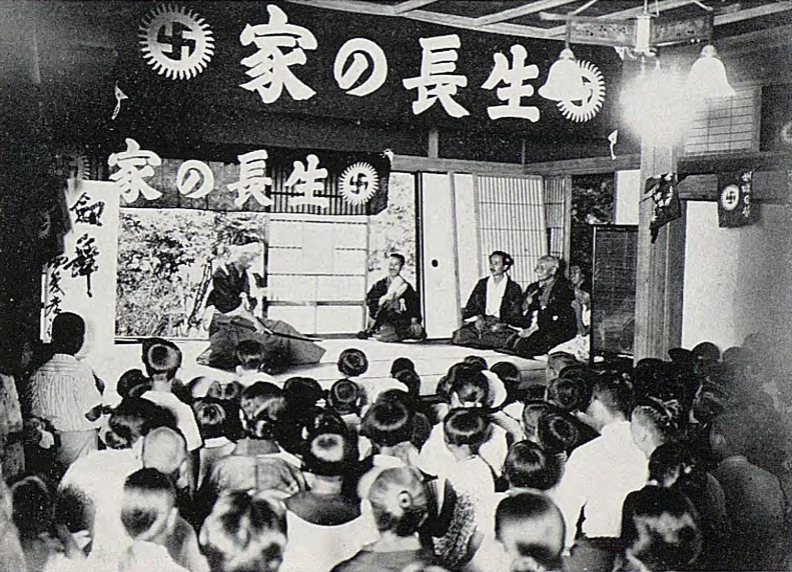
谷口雅春の上京1周年を祝う信者ら（1935年8月30日）

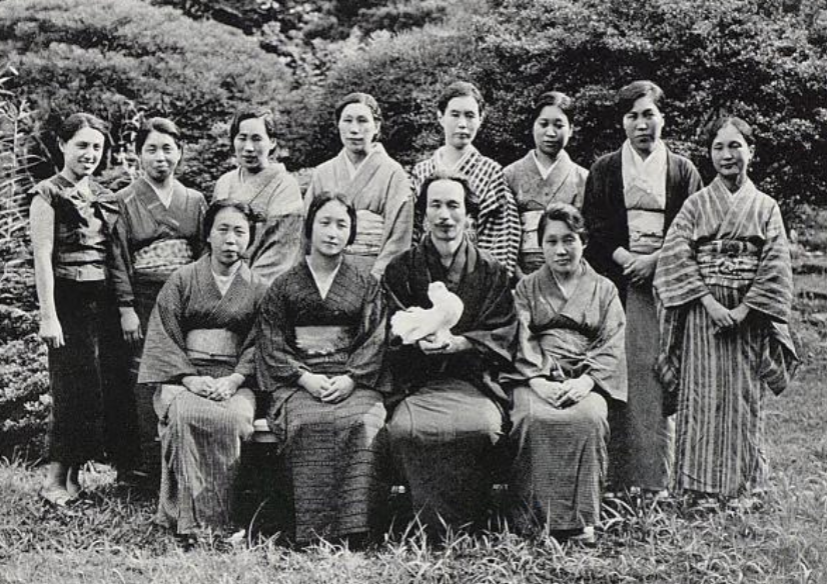
1936年2月、婦人部を発展させ、「白鳩会（しろはとかい）」を結成した。

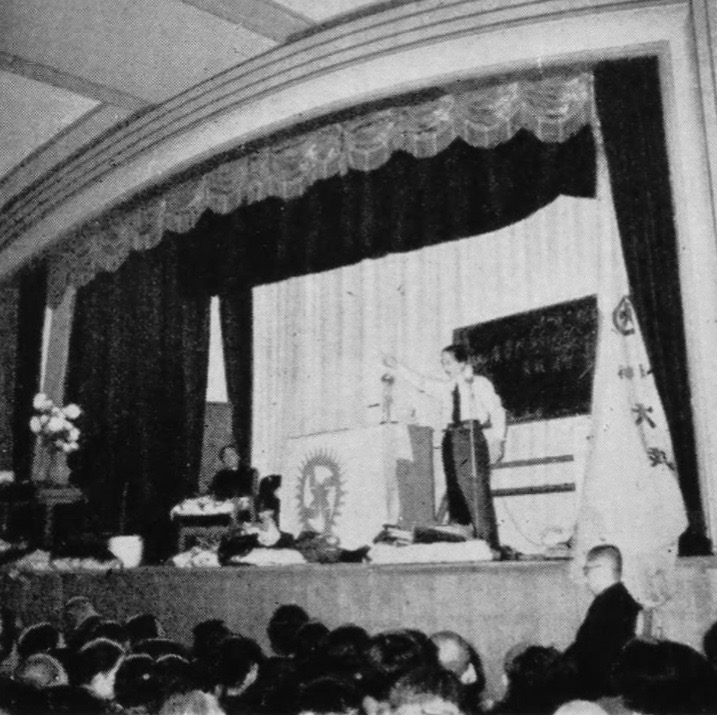
神戸市で講演する谷口雅春

1930年3月1日、『生長の家』誌の創刊号を発行。奥付の発行日をもって、生長の家は教団の設立日としている。創始者は谷口雅春。『宗教年鑑 令和6年版』における国内信者数は、310,236人である。本部は山梨県北杜市。
現在の総裁は雅春の娘婿の谷口清超の二男谷口雅宣。2008年10月28日に父清超が89歳で死去したため、立教記念日の2009年3月1日付を以て雅宣が第3代生長の家総裁に就任した。
総本山として龍宮住吉本宮が長崎県西海市に、別格本山として宝蔵神社が京都府宇治市に各々ある。教典として『生命の實相』、『甘露の法雨』、「七つの燈臺の點燈者の神示」などがある。
エコロジー活動への取り組みで知られ、日本において「最も積極的に環境問題に取り組んでいると目される宗教団体」、「エコロジーの実践を中心に据えた教団」と評価する研究者もいる。
保守的な教義を持ち、かつては自由民主党から組織内候補を擁立していたが、1983年から自民党と距離を置くようになり2016年からは明確に自民党への不支持を表明するようになった。またプロライフ・エコロジーの立場から現在も政治への発信は強めている（政治的スペクトル参照）。

### 沿革
- 1929年（昭和4年） - 住吉大神より谷口雅春に「今、起て! 今のほかに時はない。今の中に無限があり無尽蔵がある」という神示が下りる。
- 1930年（昭和5年） - 3月1日、雑誌『生長の家』創刊号が発行。
- 1934年（昭和9年） - 東京市に本部創設。
- 1936年（昭和11年）
  - 1月、「教化団体生長の家」を設立[3]。
  - 2月1日、教団の婦人部を発展させ、「白鳩会（しろはとかい）」を結成[3]。
  - 3月7日、雑誌『白鳩』創刊号を発行[3]。
- 1938年（昭和13年） - 12月、渋谷区原宿に学生寮を建築。
- 1946年（昭和21年） - 3月、本部を東京都港区赤坂に移転。
- 1951年（昭和26年） - 8月6日、谷口雅春の公職追放解除[3]。
- 1954年（昭和29年） - 3月31日、東京都渋谷区原宿（現・神宮前1丁目）に本部会館完成。設計は岸田日出刀[9]。完成に伴い本部を同地に移転。
- 1960年（昭和35年）
  - 5月1日、生長の家高校生連盟を結成[10]。
  - 8月19日、生長の家宇治別格本山を建立[10]。
- 1964年（昭和39年） - 生長の家政治連合を結成。プロライフ（生命尊重）の立場から優生保護法廃止（優生思想への反対・経済的理由での人工妊娠中絶禁止）を訴える。
- 1966年（昭和41年） - 5月1日、生長の家学生会全国総連合を結成[11]。
- 1972年（昭和47年） - 副総裁谷口清超が、電気自動車導入と段階的なガソリン車の禁止を提言。
- 1978年（昭和53年） - 生長の家総本山を建立。この時、風力発電装置の設置を検討するが実現に至らず、代わりに大規模な太陽熱温水器を設置。
- 1983年（昭和58年） - 生長の家政治連合の活動を停止。以降、自民党と生命倫理問題や環境問題で距離を置く。
- 1990年（平成2年） - 本部会館内で使用する大半の紙に再生紙を導入。
- 1999年（平成11年） - 副総裁（当時、現総裁）谷口雅宣が家庭用太陽光発電を推奨。
- 2007年（平成19年） - 国内の全66事業所（関係団体2つを含む）でISO14001の認証を取得。
- 2011年（平成23年） - 脱原発への支持を表明。
- 2013年（平成25年） - 日本初のゼロ・エネルギー・ビルディングである「森の中のオフィス」を竣工、国際本部を移転。
- 2016年（平成28年） - 自由民主党、公明党等への不支持を表明。

## 活動

### 講習会・勉強会
信徒も含め一般向けの行事として「講習会」が設けられており、全国59教区で隔年開催されている。2015年からは各地で年に数回の「新人のための勉強会」が行われている。

### 普及誌および組織構成
一般向けの月刊誌（「普及誌」）としては日本教文社で、『いのちの環』、『白鳩』、『日時計24』の3誌を月1回発行、世界聖典普及協会を通して頒布している。機関紙としては『聖使命』、『生長の家』がある。いずれも月1回発行である。
信者組織としては、男性対象組織「相愛会」（1万人）、女性対象組織「白鳩会」（6万人）、12歳～39歳の男女青年組織「青年会」（3千人、誌・組織共に1998年）が基本の3組織とされている。1985年11月21日まで総裁を雅春、白鳩会総裁を谷口輝子、2009年2月28日まで総裁を清超、白鳩会総裁を谷口恵美子が担当していた。
この他に副次的組織として、会社経営者や産業人で構成される「生長の家栄える会」、学校教員や教育関係者で構成される「生長の家教職員会」（生教会）が存在する。なお、かつては生教会と同列的な組織に「新教育者連盟」（新教連）が存在したが、2003年に生長の家側が包括的関係を解消している。
青年会指導下の学生組織としては、生長の家学生会全国総連合や生長の家高校生連盟、生長の家ジュニア友の会が存在している。また、かつては新教育者連盟が運営していた日曜学校的な教育組織である生命学園は、現在では生長の家教職員会の管轄にある。
2017年時点での信徒（聖使命会会員）は459,531人であり、組織会員は2019年1月1日の総裁による挨拶によると約3万7千人である。

### 世界各国での活動
世界各国での活動は、日系移民の多いブラジルで盛んで、信者数は250万人などと公称、またサンパウロ州、クリチーバ市、サンジョゼ・ド・リオ・プレット市、サンタマリア市、ベレン市、ポルト・アレグレ市、等では「生長の家の日」が制定されていると生長の家は主張しており、実際にサンパウロ州議会で「生長の家の日」が祝われたという報道もあるなど、日系人を中心に影響力を持っている。

### 徽章の由来と意義

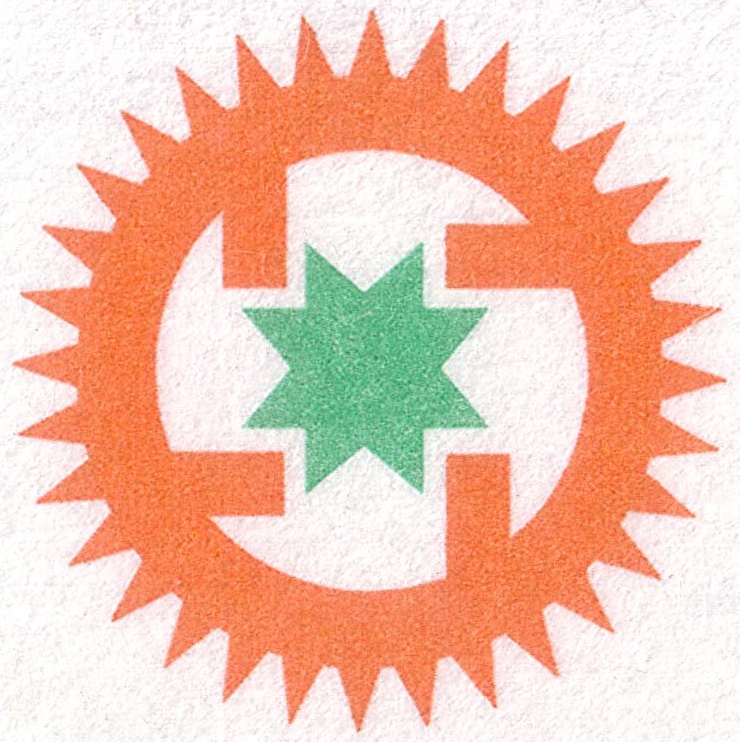
「生長の家」の徽章

「生長の家」の徽章は1935年（昭和10年）2月1日制定された。図案は帝展審査員であった山根八春（やまねやつはる）がデザインした。テーマは万教融和と中心帰一である。そして全体は太陽・月・星・地球・卍・十字・日の丸を融和させたデザインとする。周りの32の赤の円光は仏の三十二相を、中の白の卍は仏教と太陰を表している。中央の緑の八つ星は八方位をまとめた存在として日本を、また十字架としてもキリスト教を表している。そしてこの八つ星の緑は青人草（あおひとぐさ）が繁茂している事を示す。
また生長の家ではこの徽章を太陽の子孫、神の子であるしるしとしている。また日子（ひこ）「彦」、日女（ひめ）「姫」の悟りを開いた三十二相の顕現の兆候を示しているとする。
1937年（昭和12年）頃にこの図案のバッジもつくられた。

## 教義・行事

### 教義
生長の家の教義は雅春の著作特に生命の実相と甘露の法雨を基礎とする。その内容は神道や仏教、キリスト教を折衷したシンクレティズムである。なお、生長の家は、神道や仏教、キリスト教、天理教、大本等諸宗教はその根本においては一致するという「万教帰一」という思想を主張・布教している。ただし、現総裁の雅宣が生長の家の経典を含む各宗教の聖典の原理主義的解釈を否定していることでもわかるように、例えばイスラム原理主義や創価学会の教義をそのまま認めている、というわけではない。
生長の家では、世界を実相と現象に分けて区別し、第一義的実在であるのは「善一元なる唯一絶対神」だけであって、それ以外のものは実相には存在しない、と考える。現象世界のものは、物質から霊的なものまで、すべて「第一義的実在に非ず」と説く。「物質は心の影」であると説く一方、その「心」も本来存在しないというのが生長の家の教義である。谷口雅春は住吉大神から「心もない」と言う啓示を受けた時の様子を次のように記している。
先祖供養の形式については、信徒は仏教やキリスト教、神道のいずれの方式で行っても、生長の家の教義に違反しない、ということであり、生長の家が信徒に対して改宗を求めない理由の一つとなっている。

#### 唯神実相
生長の家の基本教義。「縦の真理」と呼ばれる。教団公式HPには「実相の世界は神の御徳が充満していて、人間は神の子であり、神と自然と人間とは大調和している世界です。つまり本当に存在するものは唯、神と神の作られた完全円満な世界だけであるという意味で「唯神実相」と呼んでいます。」と記されている。
これに対して一般に「現実」と呼ばれる世界は「現象」と呼び「現象の世界は、全体の膨大な情報量のうち、人間の肉体の目、耳、鼻、口、皮膚で濾（こ）し取ったごく一部の不完全な情報を、脳が組み立て直して仮に作り上げている世界です。ですから、世の中には戦争やテロがあったり、病気などの不完全な出来事があるように見えますが、それらはすべて「現象」であって、本当にある世界の「実相」ではないと説いています。」と述べている。
なお、生長の家の教義に「実相の日本は未だ敗戦をしていない」というものがあるが、これは住吉大神から谷口雅春に下った神示とされる「軍国日本の如きは本来無き国であるから滅びたのである」が出典であって、当初は「現象」における過去の日本と「実相」における本当の日本とを区別すべきという意味であり大東亜戦争肯定論を意味するものではなかった（「軍国日本」は実相世界には存在しないことが前提であった）。今でも教団が公式に大東亜戦争肯定論を主張したことはないが、生長の家本流運動系の団体では大東亜戦争肯定論が主張されることがある。

#### 唯心所現
教団の公式HPには「唯心所現の「心」とは「コトバ」であり、コトバには行動で表現する「身（しん）」、発声音で表現する「口（く）」、心の中で思う「意（い）」の3つがあり、これら身・口・意の三業を駆使することで、唯心所現の法則によって現象世界をいかようにでも作り上げることが出来るのです。」とある。

#### 万教帰一
教団の公式HPには「宗教に違いがあるのは国や地域、民族によって服装が違うように、宗教も文化的な違いが現れているからだと言えます。目玉焼きに喩えると、中心部分の黄身を普遍的な根本真理と見立て、それぞれの宗教が共有していると考えます。一方、周縁部分である白身は、文化、民族、時代などの違いによって変化している部分だと考えると分かりやすいでしょう。世界の各宗教が、この中心部分（黄身）の共通性と周縁（白身）の多様性をお互いに認め合うことによって、宗教間の対立は消えることになります。それを端的に表わした言葉が「万教帰一」の教えなのです。」とある。
生長の家の教義と他の宗教の教義が直接に一致するという意味ではない。神については「第一義の神」「第二義の神」「第三義の神」が存在するとしており、第一の神が実相における唯一絶対神、第二義の神が現象における宇宙の法則やその具体化した姿、第三義の神が人格神であるとしている。例えば旧約聖書におけるエロヒムとヤハウェについては創世記でこの世界について「甚だ良し」と言ったエロヒムこそが第一義の神（＝唯一絶対の神）であって、人類をエデンの園から追放したヤハウェは第二義の神であると説いている。仏教や神道についても、例えば谷口雅春に度々啓示を下す住吉大神は「第二義の神」であるとしている。

### 行法
行法は、「神想観」「大祓の人型」(年間二回)「浄心行」「写経」とよばれる「行法」のうちどれか一つでも一日に一回するのが望ましいとされている。
永代供養は、永代祭祀ともいい、供養される者の氏名を専用の「甘露の法雨」経典に書き供養する。生存者の場合は総本山龍宮住吉本宮の誠魂奉安筐に奉安され故人に為ると別格本山宝蔵神社の紫雲殿に遷され永代供養される。

### 人間観
生長の家では唯神実相の観点から生老病死・輪廻転生を遂げる人間・霊魂は実在しない「仮相人間」であり、生老病死・因果や法則を超越した存在こそ金剛不壊の真に存在する「実相人間」であると説く。その上でこの世、現象世界での生きるべき姿・処世術を説いている。
人間が実相を悟れば事態・環境・法則は自ずから無害有益なものに為り、真に無限供給の神の恵みを受ける事が出来るとする。

### 練成会
練成会は宿泊しながら教義の学習と行法の実践を行う行事である。生長の家の各地の拠点で行われている。
小学生や中高生向けの練成会なども行われている。

## 歴史

### 創始から終戦まで

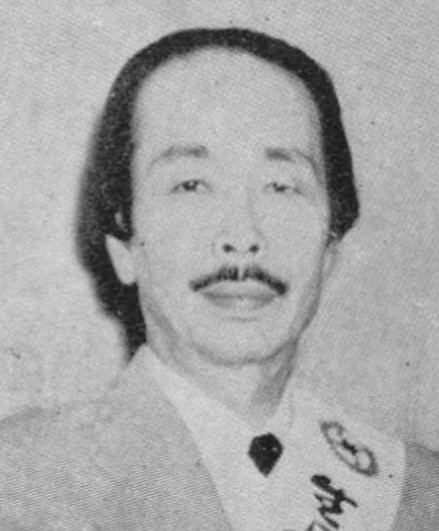
谷口雅春

創始者（生長の家では開祖や教祖の名称は使われない）の谷口雅春は、紡績会社勤務のときから1918年（大正7年）に大本の専従活動家になり、出口王仁三郎の『霊界物語』の口述筆記に携わった他、機関紙の編集主幹などを歴任した。同時期に大本の本部で活動していた江守輝子と出会い、1920年（大正9年）11月22日に結婚。
1922年（大正11年）の第一次大本事件を機に、大本から離脱した浅野和三郎と行動を共にし、翌1923年（大正12年）には浅野が旗揚げした『心霊科学研究会』に加わった。同年関東大震災で被災し、妻・輝子の実家である富山に疎開中の10月10日、長女の恵美子が誕生。
雅春は、外資系石油商ヴァキューム・オイル・カンパニー勤務の傍ら『心霊科学研究会』で宗教・哲学的彷徨を重ね、一燈園の西田天香らとも接触した。特に当時流行していたニューソート（自己啓発）の強い影響を受け、これに『光明思想』の訳語を宛てて機関紙で紹介した。
1929年（昭和4年）12月13日深夜、瞑想中に「今起て!」と神から啓示を受けたことを機に、1930年（昭和5年）3月1日に修身書として雑誌『生長の家』1000部を自費出版した（生長の家ではこの日を以て「立教記念日」としている）。
「人間・神の子」「実相一元・善一元の世界」「万教帰一」のニューソート流主張により、支持者・講読者を拡大。『生長の家』誌で発表した雅春の論文は1932年（昭和7年）に『生命の實相』としてまとめられた。
1936年（昭和11年）1月、購読者を組織して「教化団体生長の家」を創設した。各地に支部を設立し、また学校などでも生長の家の講演会が開かれるなど教勢を拡大した。

### 戦後の法人化と政治への参加

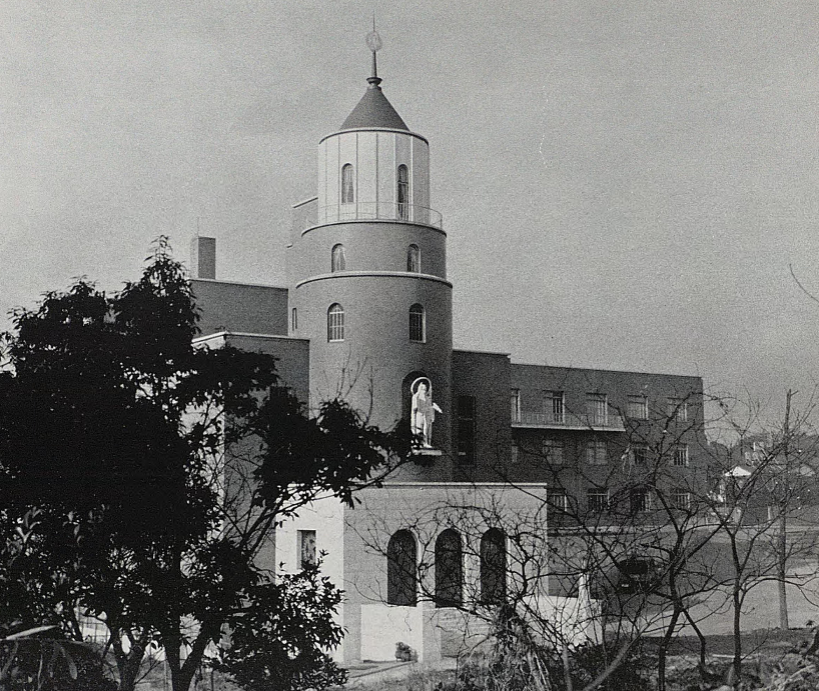
1954年3月1日に完成した本部会館（東京都渋谷区神宮前1丁目）

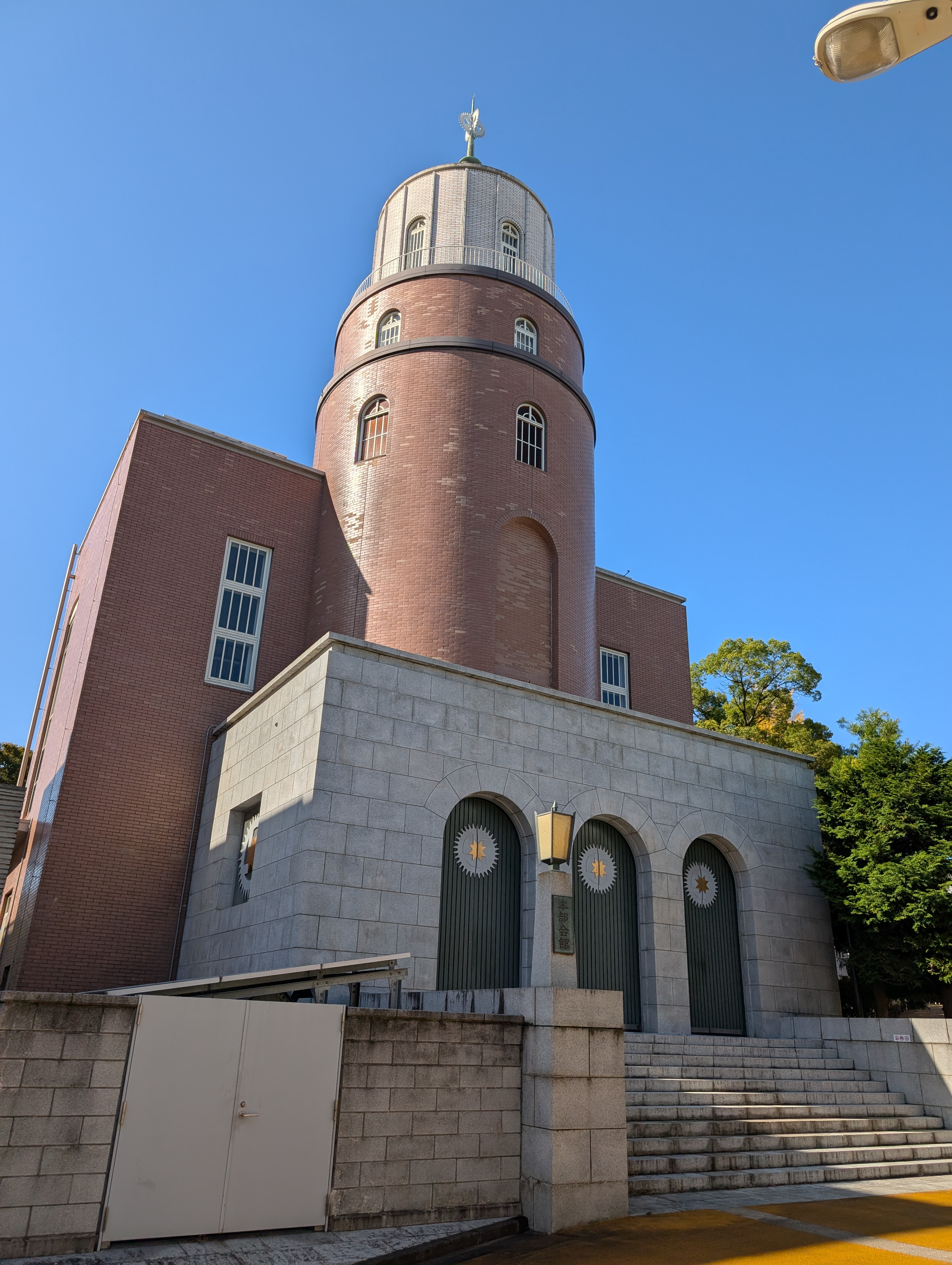
本部会館（2024年11月）

戦後は西洋思想家の著作の邦訳も行っていたが、その翻訳作業の助手の募集を見た者の中に、後に雅春の養嗣子となり、第2代総裁となった荒地清超（後の谷口清超）がいた。清超は1946年（昭和21年）に雅春の一人娘の恵美子と結婚する。
1949年（昭和24年）に「生長の家教団」として宗教法人格を得て、組織の再構築を行った。
1952年（昭和27年）、東京都渋谷区原宿（現・神宮前1丁目）にあった学生寮の跡地に隣接する土地を東郷神社から譲り受け、本部会館を建設すること決定。設計は岸田日出刀が行い、1954年（昭和29年）3月1日に完成した。
生命尊重の観点から妊娠中絶反対運動などでも積極的に政治活動を行うようになり、伊勢神宮の神器の法的地位の確立(一宗教法人の私物ではなく皇位継承と特別な関係のあるものと主張）や、靖国神社国家護持運動など右派活動を行った。さらに、建国記念の日の制定や、元号法制化に教団を挙げて協力した他、「優生保護法廃止（堕胎禁止・反優生学）」「帝国憲法の復原・改正」を掲げて1964年（昭和39年）に生長の家政治連合（生政連）を結成し、玉置和郎、村上正邦、田中忠雄、寺内弘子を自由民主党公認候補として参院選に送り込んだ（この付近の経緯は、公明党を生んだ創価学会とよく似ている。公明党の前身は創価学会文化部から出た無所属議員である）。
1978年（昭和53年）の第2回相愛会男子全国大会（日本武道館で開催）の時には、玉置和郎や中川一郎、黛敏郎また130名程の国会議員が参加し、渡米中だった、時の首相・福田赳夫から祝電が届いた。
また、学生運動が再高揚した1969年（昭和44年）には、生長の家学生会全国総連合（生学連）を中心に生長の家青年会・生長の家政治連合の後押しを受け、他の保守系諸団体と共に全国学生自治体連絡協議会（以下「全国学協」）を結成し、「学園正常化」と「YP体制打倒」「反近代・文化防衛」を掲げて、全国の大学で全日本学生自治会総連合と激しく衝突した。
日本青年協議会(以下日青協）はもともと全国学協出身者によって結成された組織で、草創期の幹部に生長の家出身者が多かったが、生長の家教団とは全く無関係である。また、日青協の学生組織である反憲法学生委員会全国連合（反憲学連）は、全国学協内の路線対立、分裂によって生まれた組織である。1973年（昭和48年）に、全国学協中執を中心とする一派が自立草莽・実存民族派路線、反米帝・民族解放路線を採択したのに対し、もう一派は、反ヤルタ協定や反ポツダム宣言・反日本国憲法・民族自立路線の下に新たに反憲学連を結成した。
現在、日青協や、伊藤哲夫の興した「日本政策研究センター」は、「日本を守る国民会議」の後継団体である日本会議の加盟団体として、神社本庁やその傘下の神道政治連盟、念法眞教、仏所護念会、崇教真光、キリストの幕屋等、生長の家以外の保守的宗教団体と強い関係を構築している。保守的宗教団体に数えられることもある世界基督教統一神霊協会＝原理研究会とも、全国学協の草創期に一時部分的に共闘したことがある。
生長の家は伊勢神宮や靖国神社を皇室に帰属させるべき、といった保守的な主張のみならず堕胎禁止を始めとするプロライフ的な主張を展開した。マザー・テレサの著書を関連会社から出版するなど国際的な宗教右派との連携も展開していた。
こうした生長の家のプロライフ（生命尊重）の主張で特筆すべきは、第一にそれが1959年という他の団体と比べても初期に行われていたこと、第二にそれが胎児の権利のみならず動物の権利にも及ぶ徹底した生命尊重主義であったということである。谷口雅春はつぎのような主張を展開していた。
しかし、このような徹底したプロライフの立場が政界に受け入れられることはなかった。

### 政治活動の撤退と「国際平和信仰運動」の提唱
1978年に雅春は生長の家総本山に移住し政治活動の一線から退いた。生長の家の政治運動には初期から内部での路線対立は存在したが、この頃から政治運動に積極的な「飛田給派」と否定的な「教団派」（本部派）の対立が激しくなる。しかし、1982年時点では教団派の理事長だった和田一夫が更迭されるなど飛田給派の影響力が強かった。なお、飛田給派と本部派の名称の由来はその拠点となった場所がそれぞれ「生長の家飛田給道場」と「生長の家本部」だったからである。
1983年（昭和58年）、当時の理事長の徳久克己は飛田給道場の創設者ということもあり飛田給派の人間であると見られていたが、優生保護法改正を巡って自由民主党と対立したことを理由に、生長の家政治連合の活動停止を決断した。1985年（昭和60年）6月17日に雅春が死去し、娘婿の清超が第2代の総裁に、妻の恵美子が第2代の白鳩会総裁に就任。同年、日本を守る国民会議から脱退し生長の家は自民党やその支持団体と距離を置くようになった。
1988年（昭和63年）4月26日には雅春の妻で初代白鳩会総裁の輝子が死去。その後1990年（平成2年）11月22日には、清超の次男の谷口雅宣が副総裁に就任し、清超と共に講習会への講師としての出講を行うようになっていく。1993年、「国際平和信仰運動」を提唱し推進、日本政府による太平洋戦争への反省や戦争責任の追及、人権感覚からの女系・女性天皇の推進を表明するなど、これまでの愛国・保守（＝右翼）的教義から距離を置くような転換を積極的に進めている。1994年（平成6年）には雅宣の妻・谷口純子が白鳩会副総裁に就任。
近年では、地球環境問題や遺伝子操作・生命倫理問題、エネルギー問題などの現代科学に対し宗教右派の立場からの主張が多く、教団の教義にもその意向が強く現れてきている。一方、雅宣は自身のブログでは民主党への支持を表明するなどしたため、一部の信徒は雅宣を「左翼」と批判し、1998年から旧飛田給派の信徒らを中心に公然と教団に反対する生長の家本流運動の動きが生まれた。だが、実際には雅宣は例えば「非核三原則の堅持」を表明した民主党政権に対して「この問題は日本が単独で決定すべきものではない」「現状の国際関係にあっては、“アメリカの核の傘”がまだ必要だ」と述べるなど親米保守的な発言もしている。
また、「国際平和信仰運動」については、「政治力を用いない」ことが明記されており、現時点で生長の家政治連合の活動再開は、一切考えていない旨を明言した。1995年（平成7年）には正式に生長の家政治連合の解散が届けられ、過去に生長の家の推薦を受けて当選していた政治家も、KSD事件以来、全員が今では議員を辞めている。

### 現在
現在の生長の家は緑の保守主義色を全面に出すようになっている。2000年生長の家は環境マネジメントシステム“ISO14001”の導入を運動方針に決定し、「生長の家環境方針」を定めた。環境方針では、
との「基本認識」を示し環境問題への取り組みが「現代的な意味での宗教生活の実践」であるとの認識を示した。
2001年には生長の家国際本部と生長の家総本山がISO14001を取得し、2008年までに国内の生長の家の全ての事業所がISO14001を取得している。海外では、2009年10月に生長の家ブラジル伝道本部が、2010年11月に生長の家アメリカ合衆国伝道本部が、同じくISO14001の認証を取得した。
清超は2005年（平成17年）頃より体調を崩し自宅にて療養・静養中であったが2008年（平成20年）10月28日に死去。それに伴い、2009年（平成21年）3月1日の立教記念日に「生長の家総裁法燈継承祭」が執り行われ、雅宣が第3代総裁、あわせて妻の純子が恵美子より白鳩会総裁職を譲り受け、第3代白鳩会総裁に就任した。
2011年には、教団として脱原発を支持する方針を明確にした。2013年には本部を東京都から山梨県に移動し、「自然とともに伸びる運動」の象徴的な建物として「森の中のオフィス」を建設、国際本部とした。さらに、2015年になると、青年会がこれまでの「青年会宣言」及び「青年会綱領」を規約から削除し、より環境主義的な色彩の強い「生長の家青年会ヴィジョン」を制定した。以降、生長の家は環境重視の路線を強めている。
生長の家から保守的な教義がなくなったわけではない。現在でも、生長の家の講習会その他の行事では、開会の際に国歌斉唱が行われる。また、皇居遥拝や天照大御神への祭祀も行われており、環境重視の路線についても決して「左翼思想に染まっているわけではない」とする証言もある。
また、安倍政権成立後は安倍政権や日本会議に否定的な主張も目立つ。2014年、生長の家は安倍政権による安保法制について立憲主義の観点から反対した。
2016年6月9日、生長の家は2016年の参議院選挙において、時の首相・安倍晋三の政治姿勢に反対の意思表明をするために、組織として「与党及びその候補者を支持しない」ことを決定した。また、元生長の家信者らの関与する政治組織・日本会議が政権運営に強大な影響を及ぼしている可能性があるとして、遺憾の想いと強い危惧を表明した。
2017年10月6日、生長の家は第48回衆議院議員総選挙に対する方針を発表し安倍政権が「政治姿勢が改まらないどころか、国民を無視した強引な政権運営を繰り返している」として再び与党への不支持を表明した。その中で生長の家は「環境・資源問題の解決を含めた安全保障の推進」を訴え「現在、地球温暖化の影響で、激しい気候変動が起こり、巨大ハリケーン、洪水や干ばつの頻発によって飢餓が発生し、難民が大量に流出しています。これらの問題は国家間の紛争の火種になっています。また、石油や天然ガスなどの枯渇資源に依存した文明に頼れば、これも資源の争奪による紛争・戦争を引き起こす可能性があります。私たちは、このような環境問題や資源問題を解決することが、世界の平和安定に大きく貢献するものであると確信しています。」と主張した。
2019年には改めて自民党・公明党の不支持を訴えるとともに、スーパーシティ構想への反対を表明した。

## 主張
生長の家はかつて政治運動に積極的であったこともあり、社会問題に対して様々な主張をしている。

### ノーミート
谷口雅春は「平和論をなすもの、本当に平和を欲するならば、肉食という殺生食をやめる事から始めなければならないのであります。」と主張していた。その内容は肉だけでなく魚や鶏卵、乳製品の摂取をも好ましくないというヴィーガニズムに近い考えであったが、生長の家が教団として信徒に対して徹底した菜食主義を行うように指導しているわけではない。しかし、谷口雅宣が副総裁になってから地球環境問題と家畜産業の関係が注目され、再び「食卓から平和を」をスローガンに肉食を減らすべきであるという主張を行うようになった。

### 政治的スペクトル
菅野完は生長の家について「三代目総裁・谷口雅宣のもと過去の「愛国宗教路線」を放棄し「エコロジー左翼」のような方向転換をして」いると述べているほか、雅宣が「『生命の実相』の重版を停止」するなどしていると主張しているが、実際には教団が『生命の実相』を出版しないのは著作権を管理している生長の家社会事業団が生長の家本流運動に参加して教団に出版を認めない方針になったためであり、菅野の発言は事実に反する。
また生長の家が「エコロジー左翼」路線に立ったという主張にも異議がある。例えば現総裁である谷口雅宣が発表した「天照大御神の御徳を讃嘆する祈り」には次のような記述がある。
このように現在でも生長の家は保守的な教義を持っており、宝蔵神社で水子供養を行い堕胎や動物性集合胚に反対するなどプロライフな主張も展開している。2006年8月30日には人クローン胚の研究・利用に反対する意見書を文部科学省に送付している。

## 分派の動向
生長の家から離脱した組織としては、ときみつる會や新教育者連盟など複数の団体が存在する。
その一つ、日本政策研究センターは、生長の家青年会で活動し、中央教育宣伝部長を務めた伊藤哲夫によって設立された団体である。なお、伊藤哲夫は日本会議常任理事を務めている。
生長の家社会事業団は、1998年より、生長の家とは異なる別法人となっている。
生長の家と日本教文社を原告、生長の家社会事業団と光明思想社を被告として『生命の實相』の著作権等が2009年から争われ、2023年時点で訴訟が続いている。
社会事業団と光明思想社は、『生命の實相』を再編集し『新編 生命の實相』として刊行したところ、著作内容そのものの改変は著作者人格権の否定として多くの批判を浴びた。こうした批判は元講師・元会員といった個人が主張したものであるが、社会事業団はこれらの個人を名誉毀損で提訴するなど次々と訴訟を起こしたことから言論封殺の反発を招き、結果として生長の家本流運動の衰退に繋がっている。

## 友好関係にある教団
生長の家は「万教帰一」の立場から他の宗教を排斥しない立場をとっており、生長の家と他の宗教の信仰を二重に行うことも認めている。
また、他教団にも生長の家に対して好意的な宗教は存在する。

### 立正佼成会
立正佼成会はかつて保守系の宗教団体として生長の家と関係が深く、生長の家学生会全国総連合が主導で結成された全国学生自治体連絡協議会にも立正佼成会青年部がオブザーバー参加していた。また生長の家立教50周年式典には立正佼成会会長も出席した。
その後、生長の家は自由民主党と関係を断絶したが立正佼成会も次第に自民党と距離を置くようになったこともあり、現在も生長の家と立正佼成会の友好関係は持続している。また、地球環境問題においても生長の家と立正佼成会は協調している。
平成28年には立正佼成会は生長の家の与党不支持の方針に賛意を表明した。平成29年には生長の家が北朝鮮情勢に関する立正佼成会の見解に賛意を表明した。

### 神社本庁
生長の家と神社本庁も同じ保守系の団体として友好関係にある。
生長の家は神社神道の神を祭祀するのみならず、伊勢神宮を始めとする神社本庁に属する神社への集団参拝も行っている。
なお、生長の家と対立関係にある日本会議を神社本庁の関係団体とする主張も一部に見られるが「神社本庁の思想は、それほど自民党と親和性が高くない」との指摘もあり政治的立場を理由に生長の家と神社本庁が対立しているという事実はない。神社本庁側は生長の家について「従前の関係を維持している」と説明している。

## 施設・機関

### 日本
- 「生長の家」国際本部生長の家“森の中のオフィス”（山梨県北杜市）
- 生長の家メディアセンター（山梨県北杜市）
- 生長の家総本山（長崎県西海市）
- 生長の家宇治別格本山（京都府宇治市）
- 日本教文社（東京都港区）
- 世界聖典普及協会（同上）
- 合資会社光明社（同上）
- 本部練成道場（東京都調布市）
- 生長の家富士河口湖練成道場（山梨県南都留郡）
- 生長の家ゆには練成道場（福岡県太宰府市）
- 生長の家松蔭練成道場（山口県山口市）
- 生長の家養心女子学園（山梨県南都留郡）

上記の他全国各都道府県に教化部が設けられている。なお、新潟県、東京都、京都府、長崎県は二つの教化部が存在する。また、北海道は札幌、小樽、室蘭、函館、滝川、旭川、釧路、北見、帯広に教化部が存在している。
それぞれ、静岡教区や、東京第一教区など○○教区というふうに呼ばれる。
なお、以下の団体は宗教法人「生長の家」より離脱している。（#分派の動向参照）
- 生長の家社会事業団（東京都国立市）
- 生長の家神の国寮（同上）

### 海外
アメリカ合衆国
- 生長の家アメリカ合衆国伝道本部
- 生長の家南加教区
- 生長の家北加教区
- 生長の家ニューヨーク会館
- 生長の家ハワイ教区
- 生長の家カウアイ会館
- 生長の家マウイ会館
- 生長の家コナ会館
- 生長の家ヒロ会館

 ブラジル
- 生長の家ブラジル伝道本部
- 生長の家ブラジル別格本山
- 生長の家南米練成道場（イビウーナ）
- 生長の家サンタ・テクラ練成道場
- 生長の家サンタ・フェー練成道場

 台湾
- 生長の家中華民国伝道本部

 カナダ
- 生長の家トロント教区
- 生長の家バンクーバー会館

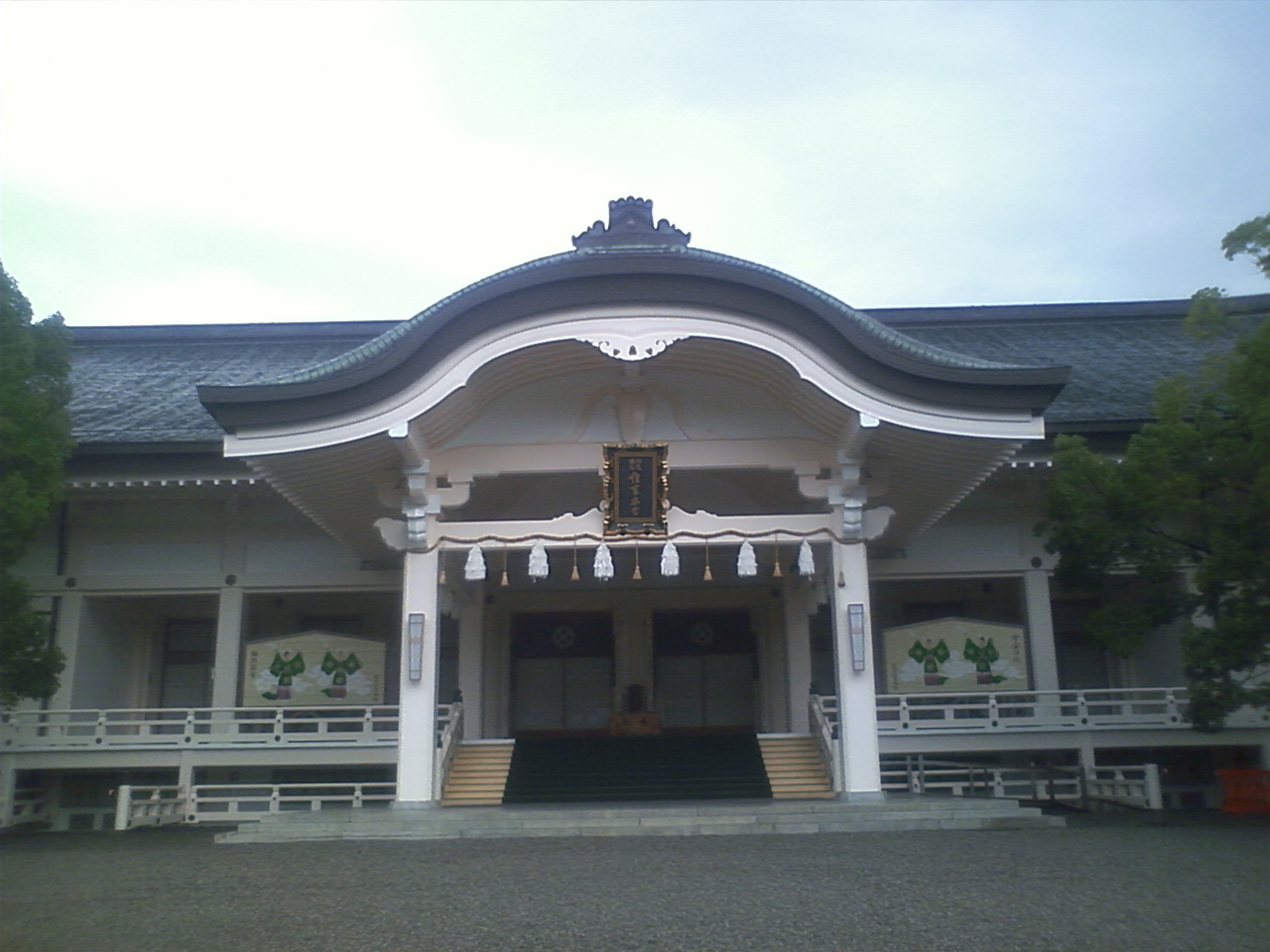
住吉本宮顕齋殿（長崎県西海市）
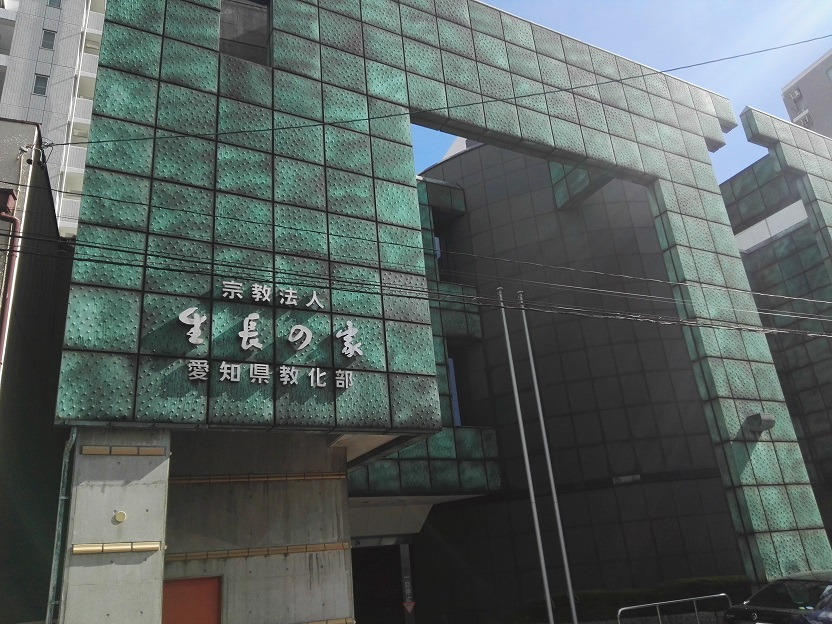
愛知県教化部（名古屋市中区）
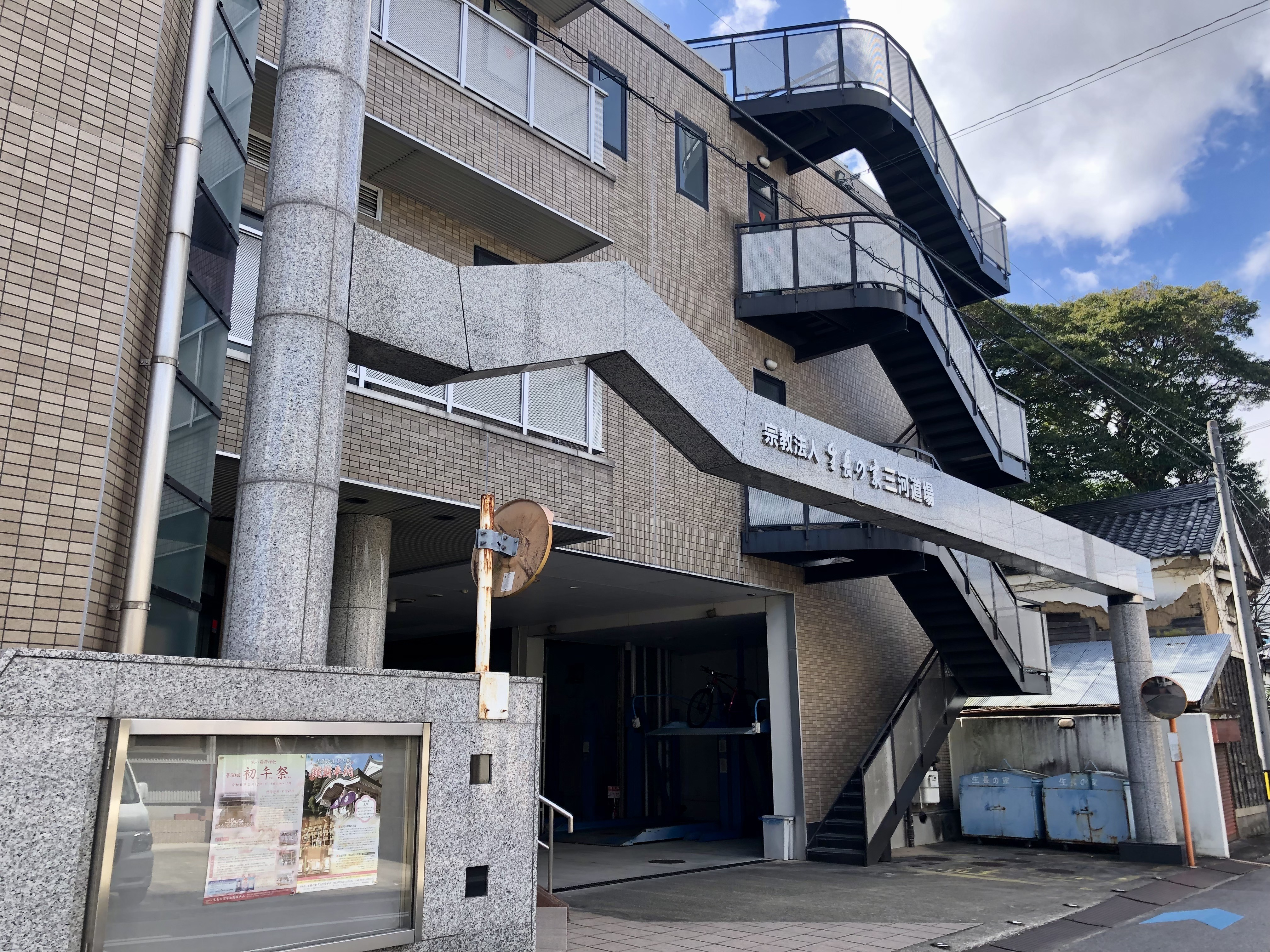
三河道場（愛知県岡崎市）
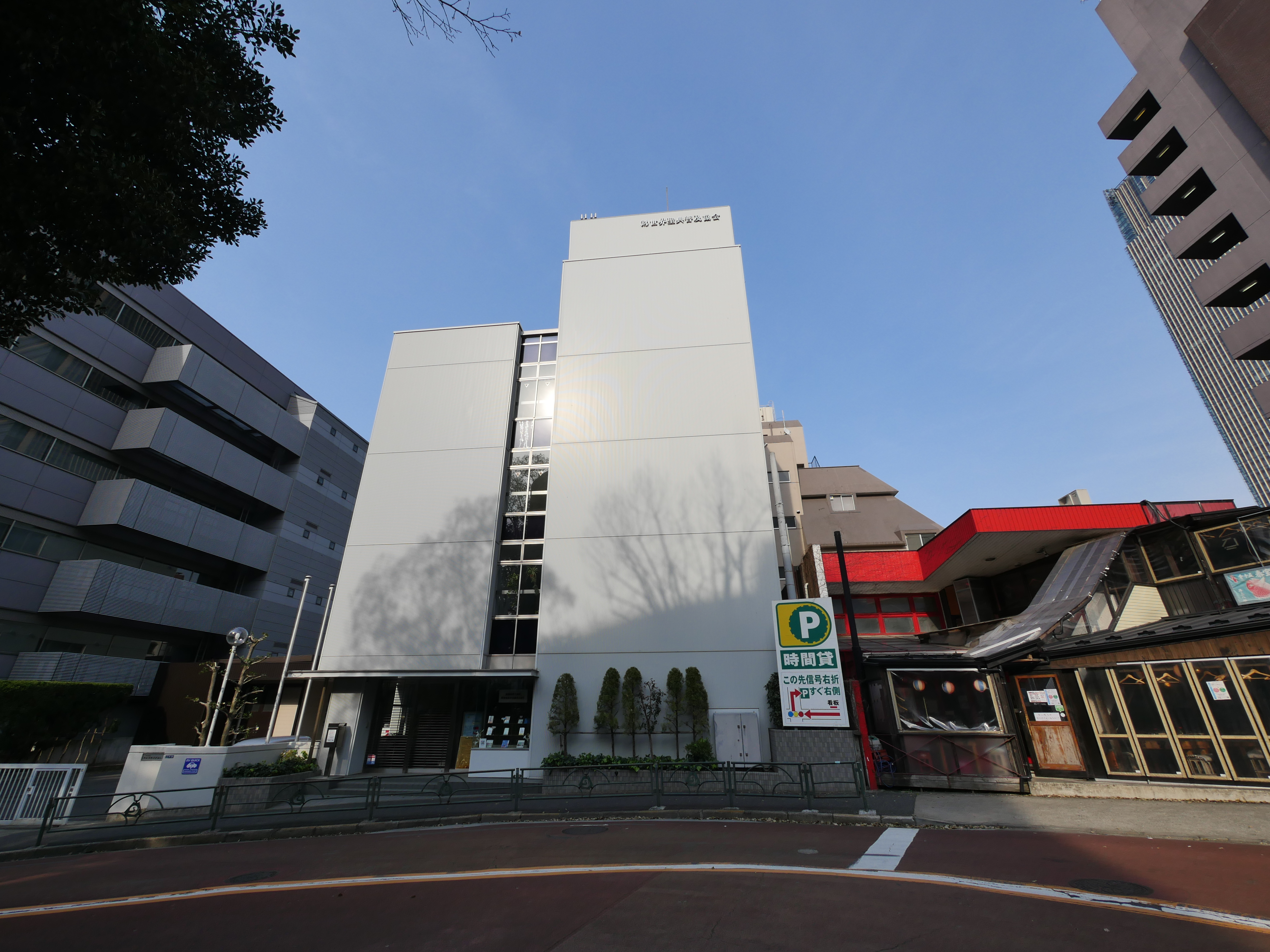
世界聖典普及協会（東京都港区）
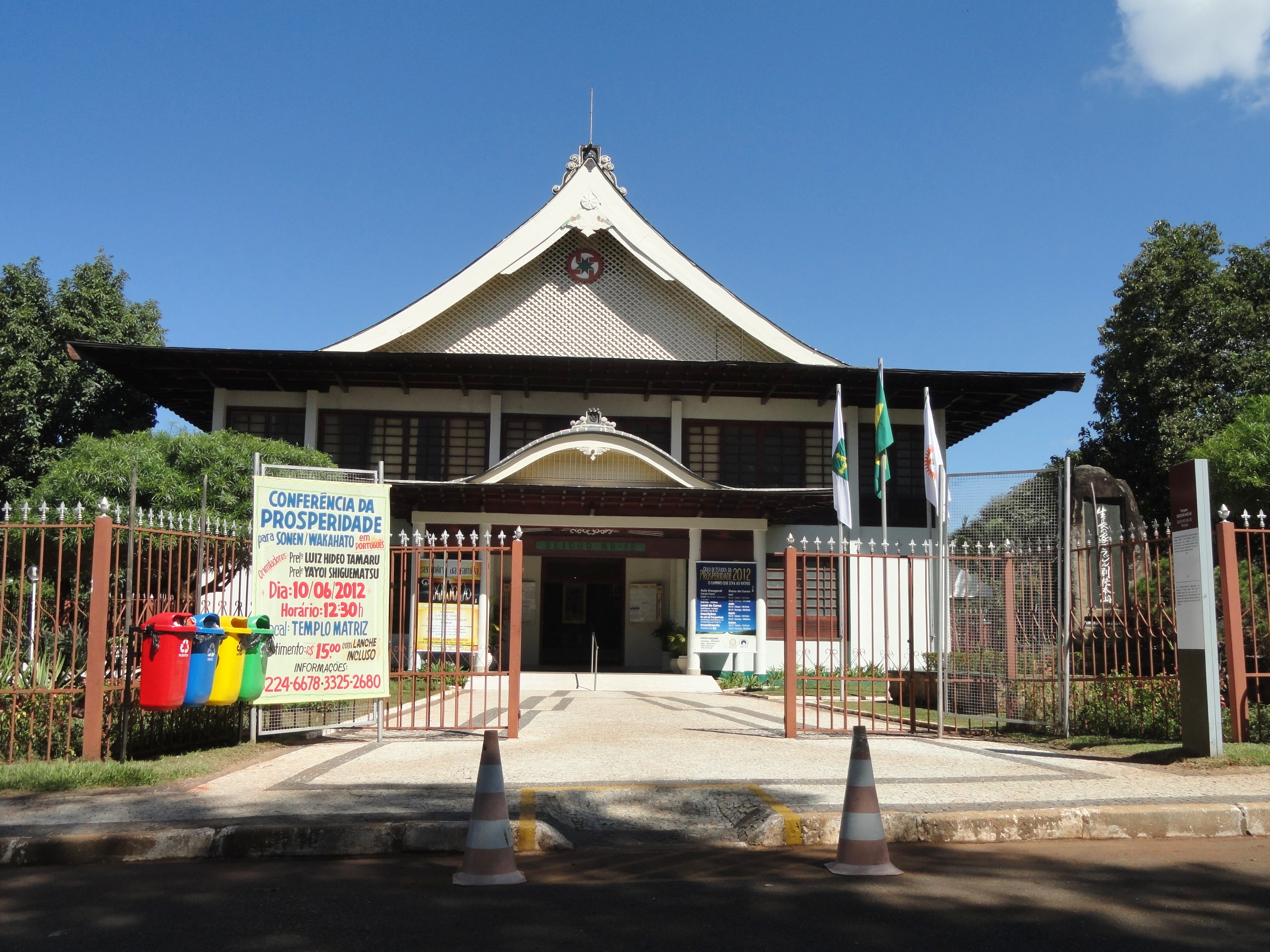
ブラジリアの道場